# X JAPAN Virtual Shock 001
X JAPAN Virtual Shock 001 è un videogioco per Sega Saturn del 1995. Ha come tema centrale la rock band giapponese X Japan.
Il giocatore si trova nei panni di un fotografo ad un concerto della band. Lo scopo è quello di fotografare il gruppo e i singoli membri.
Il gioco contiene delle esibizioni live della band.